# Oswaldo de Worcester
Osvaldo de Worcester u Osvaldo de Worchester (muerto en Worcester, 28 de febrero de 992) fue un obispo y abad inglés de ascendencia danesa, que es venerado como santo por la Iglesia Católica, y conmemorado el 29 de febrero, o un día antes, cuando no es año bisiesto.

## Hagiografía
Osvaldo u Oswald nació en Inglaterra, en el siglo X, en el seno de una noble familia danesa que se había establecido en la isla antes del nacimiento de Osvaldo.
Entre sus familiares más famosos figuraban el obispo Odón de Canterbury, quien era su tío, y el arzobispo de York, Oskytel. Su educación corrió por cuenta de Odón, quien primero lo envió a estudiar con los canónicos regulares en la Catedral de Canterbury, pero luego él mismo se hizo su mentor, educándolo en la Abadía de Fleury, en Francia. Allí se ordenó sacerdote.
Entre el 958 y el 959, Osvaldo regresó a la isla, ya como sacerdote, tras la muerte de su tío. Llegado a Inglaterra, trabajó bajo la tutela de otro familiar suyo, Oskytel, que había sido nombrado recientemente Arzobispo de York